# Antiga Casa Consistorial (Castellví de Rosanes)
L'Antiga Casa Consistorial és una obra eclèctica de Castellví de Rosanes (Baix Llobregat) inclosa a l'Inventari del Patrimoni Arquitectònic de Catalunya.

## Descripció
Habitatge entre mitgeres estructurada en planta baixa i dos pisos superiors. El parament és de máo i pedra unit amb morter després arrebossat i pintat de blanc. A la planta baixa hi ha dues entrades, una d'allindada que correspondria al garatge o magatzem i una de més estreta, usada per accedir a l'habitatge. A la primera planta hi ha una obertura d'arc escarser amb una barana de ferro senzilla, a la part superior de l'arc hi ha un rètol pintat que posa casa consistorial. Al segon pis hi ha una obertura, alineada amb l'anterior, de menors dimensions i allindanada, amb una barana de ferro forjat amb motius ondulants. Els pisos estan separats per una motllura força fina. L'edifici remata amb una terrassa.